# Qoʻqon

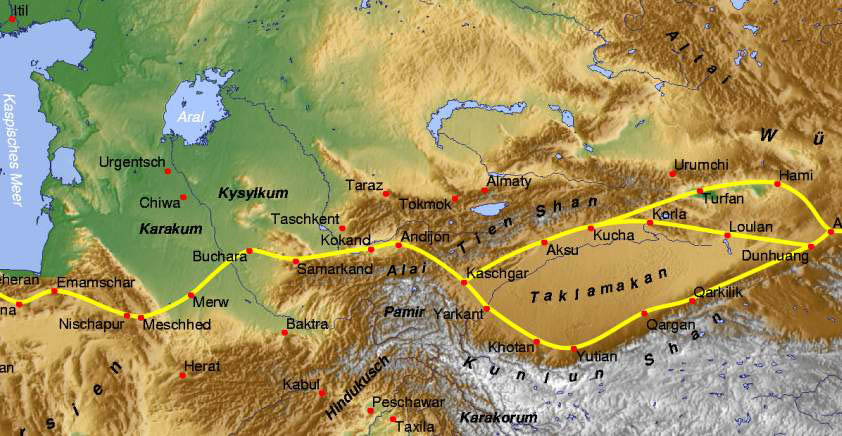
Zentralasien mit Seidenstraße

Qoʻqon (usbekisch-kyrillisch Қўқон, russisch Коканд Kokand), im Deutschen auch als Kokand bekannt, ist eine Stadt in Usbekistan mit 221.700 Einwohnern (Stand 2010).

## Geschichte
Die Stadt hatte früher eine Schlüsselposition am Eingang zum Ferghanatal. Sie liegt an der wichtigen Seidenstraße, einer Karawanenstraße, die das Mittelmeer mit Ost- und Südasien verbindet. Im 13. Jahrhundert zerstörten mongolische Truppen die Stadt.
Die moderne Stadt entwickelte sich aus einem 1732 errichteten Fort. 1740 wurde der Ort Hauptstadt des Khanats von Kokand. Seine größte Ausdehnung besaß das Khanat in der ersten Hälfte des 19. Jahrhunderts, als es Teile des heutigen Kasachstan umfasste. Zu dieser Zeit war Qoʻqon ein bedeutendes Handelszentrum mit mehr als 300 Moscheen.
1876 eroberte die russische Armee die Stadt. Qoʻqon wurde Teil des russischen Generalgouvernements Turkestan und war 1917/18 Sitz der anti-bolschewistischen provisorischen Regierung des autonomen Turkestan.

## Kultur und Sehenswürdigkeiten
Sehenswert ist unter anderem der zwischen 1863 und 1873 erbaute Palast des Xudayar Khan. Die Fassade des Palastes schmücken zahlreiche Farben und Ornamente. Das Dekor ist ein Zeugnis der traditionellen Volkskunst dieser Region, der Keramikbrennerei. Gebrauchsgegenstände und Baukeramik wurden nach überlieferter Tradition hergestellt. Die bunten Fliesen sind ein bedeutendes Element der islamischen Baukunst. Im Palast befindet sich auch ein Museum für Landeskunde.
Erwähnenswert sind auch die von 1809 bis 1812 errichtete Dschuma-Moschee, die Madrasa Amin Beg von 1830, die Nekropole Dachma-i Schohon, das Modari-Mausoleum und das Hamza-Museum.

## Wirtschaft und Infrastruktur
Die Stadt ist ein Industriezentrum, in dem Dünger, Chemikalien, Maschinen, Textilien und Nahrungsmittel hergestellt werden. Mit dem Flughafen, dem Hauptbahnhof und dem Fernbusbahnhof hat sie Verbindung mit anderen Landesteilen. Qoʻqon ist auch Bildungszentrum mit Instituten, Hochschulen und Gymnasien.

## Ehemaliges Kriegsgefangenenlager
Im Zweiten Weltkrieg gab es in Qoʻqon das Kriegsgefangenenhospital 3670 für schwer erkrankte deutsche Kriegsgefangene aus den umliegenden Kriegsgefangenenlagern in Kysylkyja (Gebiet Batken, Kirgisistan), Begowat und Taschkent.

## Söhne und Töchter der Stadt
- Hamza Hakimzoda Niyoziy (1889–1929), usbekisch-sowjetischer Dichter, Prosaiker, Dramatiker und Komponist
- Nasir Tjurjakulow (1893–1937), sowjetisch-usbekischer Diplomat und Turkologe
- Suleiman Alexandrowitsch Judakow (1916–1990), sowjetisch-usbekischer Komponist
- Jadgar Nasriddinowa (1920–2006), sowjetisch-usbekische Politikerin
- Gert Karl Schaefer (1920–1996), deutscher Schauspieler
- Schuchrat Abbassow (* 1931), sowjetisch-usbekischer Regisseur
- Ziroatkhon Hoshimova (* 1957), usbekische Wirtschaftsingenieurin
- Serhij Schkarlet (* 1972), Politiker
- Tatjana Kotowa (* 1976), russische Weitspringerin
- Elshod Rasulov (* 1986), Boxer
- Yekaterina Tunguskova (* 1988), Langstreckenläuferin
- Abrorjon Kodirov (* 1995), Boxer
- Rustam Ashurmatov (* 1996), Fußballspieler